# Francisca Van Dunem

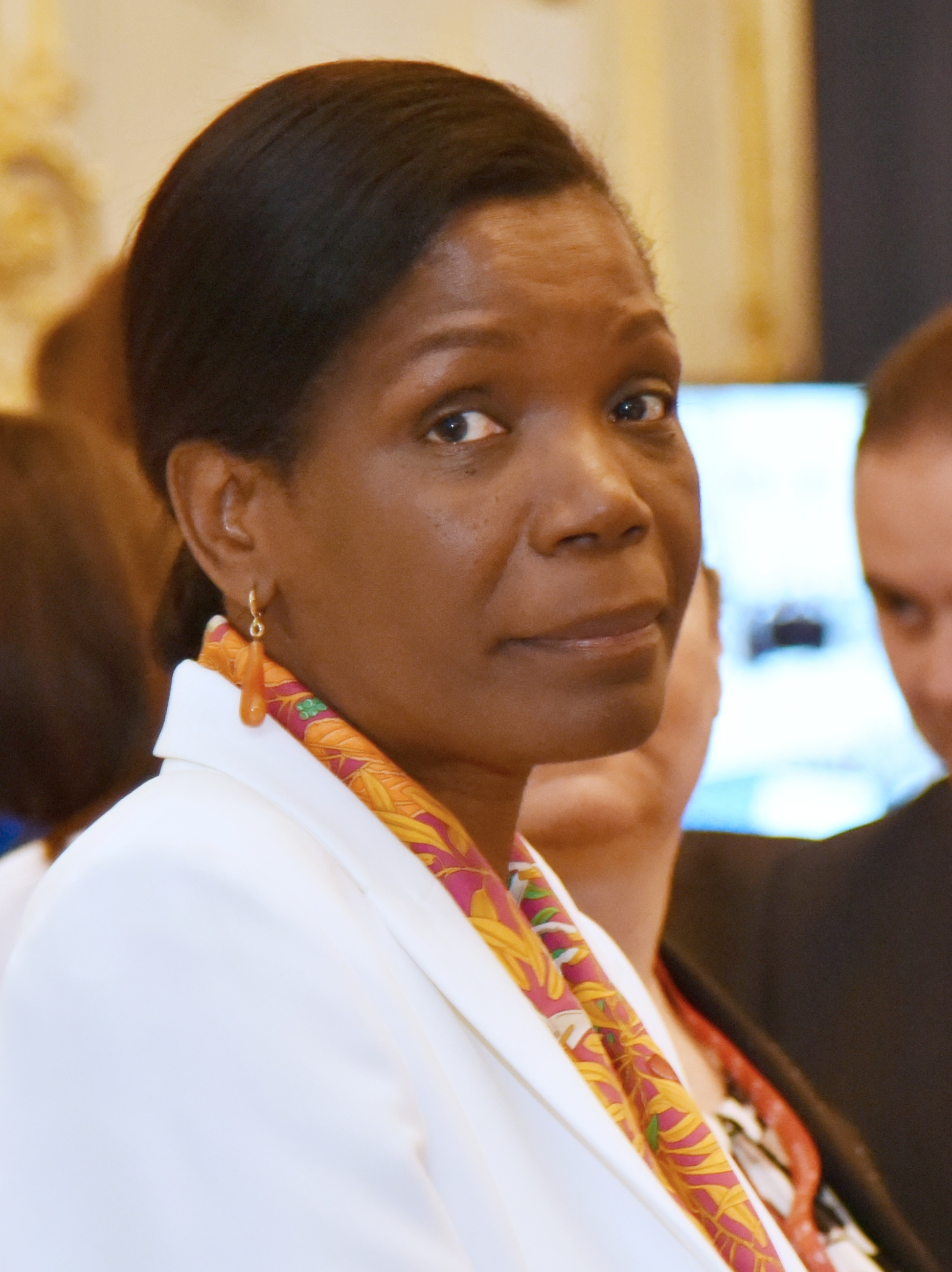
Francisca Van Dunem (2016)

Francisca Eugénia da Silva Dias Van Dunem (* 5. November 1955 in Luanda, Angola) ist eine angolanisch-portugiesische Juristin und Politikerin. Von 2001 bis 2007 war sie Direktorin im Ministério Público. Seit 2007 war sie Generalstaatsanwältin für den Distrikt Lissabon und ab dem 25. November 2015 Justizministerin im Kabinett Costa I und erste schwarze Frau in diesem Amt in Portugal. Im Kabinett Costa II blieb sie in ihrem Amt.
Nach dem Rücktritt von Innenminister Eduardo Cabrita am 3. Dezember 2021 übernimmt Justizministerin Van Dunem ab 4. Dezember bis zum Ende der Legislaturperiode dessen Funktion zusätzlich. Die (vorgezogene) nächste Parlamentswahl ist auf den 30. Januar 2022 terminiert. Van Dunem hat bereits früher angekündigt, der neuen Regierung dann nicht mehr angehören zu wollen.

## Leben und Wirken
Van Dunem entstammt einer alten aristokratischen angolanischen Familie, deren Wurzeln bis zum Flamen Baltasar Van Dunem zurückreichen, der im 16. Jahrhundert von Benguela aus als Sklavenhändler aktiv war. Ihr Bruder war der 2013 verstorbene Journalist und Medienmanager João Van-Dúnem.
Mit 18 Jahren kam sie nach Portugal und studierte an der juristischen Fakultät der Universität von Lissabon Rechtswissenschaften. Nach der Nelkenrevolution 1974 kehrte sie wieder nach Angola zurück und schloss sich den Reihen des MPLA als Rekrutin an, arbeitet außerdem beim Radio. 1978 flüchtete sie aus Luanda, weil bei einer politischen Säuberung innerhalb der MPLA ihr Bruder Joseph und die Schwägerin Sita Valles 1977 ermordet wurden.
In Portugal war sie insgesamt drei Jahrzehnte als Rechtsanwältin tätig, als sie 2007 zur Generalstaatsanwältin für den Distrikt Lissabon ernannt wurde, dem wichtigsten der vier Rechtsdistrikte Portugals. Dieses Amt übte sie bis zur Ernennung zur Justizministerin 2015 aus. Europaweit bekannt wurde sie durch zwei wichtige Ermittlungsprozesse: Die Ermittlungen im Zuge des Korruptionsskandals um den ehemaligen Premierminister von Portugal José Sócrates und den Skandal um die Banco Espírito Santo.
Zu ihren bisherigen Schwerpunkten als Juristin gehörten der Kampf gegen die Korruption, gegen häusliche Gewalt und gegen Gewalt gegenüber älteren Menschen bzw. Senioren sowie gegen Rassismus. Verheiratet ist sie mit dem an der Universität Lissabon lehrenden Professor für Finanzrecht, Eduardo Paz Ferreira. Sie haben zwei Kinder.